# Haus der Essener Geschichte / Stadtarchiv
Das Haus der Essener Geschichte / Stadtarchiv ist die zentrale stadtgeschichtliche Dokumentationsstelle, die zudem als Forschungseinheit und Informationszentrum der Stadtgeschichte Essens dient. Das Haus der Essener Geschichte archiviert Archivgut der Gremien und Ämter der Stadt Essen sowie Archivgut von zahlreichen anderen Stellen, wie beispielsweise Unternehmen, Vereinen, Einzelpersonen, Gewerkschaften und Parteien mit Bezug zu Essen.

## Geschichte des Stadtarchivs
Das Stadtarchiv der Stadt Essen hat seine Wurzeln im 13. Jahrhundert zur Zeit der Stadtwerdung. So ist das älteste Dokument eine Pergamenturkunde aus dem Jahre 1272, in der erstmals die zwölf Ratsherren der Stadt Essen namentlich aufgeführt werden. Lange Jahre gab es für die Archivalien der Stadt keine eigenen Räumlichkeiten im Rathaus. Viele Unterlagen waren bei den jeweiligen Stadtsekretären untergebracht und nicht einheitlich archiviert.
Erst als die Preußen 1802 die Stadt besetzten, ließen sie alle städtischen Dokumente in einem Nebenraum im damaligen Rathaus unterbringen, jedoch weiterhin ungeordnet. Zu Beginn des 19. Jahrhunderts gingen viele Dokumente verloren, deren Wert vermutlich nicht richtig eingeschätzt worden war, indem sie zur Aufbesserung der städtischen Kassen an Papiermühlen verkauft wurden. Mitte des 19. Jahrhunderts begannen der Bürgermeister Bertram Pfeiffer, der Sekretär Petersen und der Dechant Butzon ordentliche Archivierungsarbeiten, die Konrad Ribbeck fortsetzte. Letzterer war Vorsitzender des Historischen Vereins für Stadt und Stift Essen, Geschichtslehrer am Burggymnasium und Autor der Geschichte der Stadt Essen, die die Stadt Essen 1915 herausbrachte. 1936 erhielt Robert Jahn als Erster die hauptamtliche Leitung des Stadtarchivs. Ihm folgte Hermann Schröter als erster wissenschaftlich ausgebildeter Archivar.
1940 erhielten die Archivalien der Stadt erstmals eigene, neue Räumlichkeiten im damaligen Rathaus des Architekten Peter Zindel am Flachsmarkt, das wenige Zeit später während des Zweiten Weltkrieges schwere Zerstörungen erlitt. So gingen bei einem Brand des Aktenkellers, hervorgerufen durch den schweren Luftangriff vom 5. März 1943, wertvolle Bestände verloren. Als nach dem Krieg weitere Dokumente des 19. und 20. Jahrhunderts ins Archiv aufgenommen wurden, war der Platz zu eng geworden. So richtete die Stadt im Rabbinerhaus der Alten Synagoge das neue Essener Stadtarchiv ein. Schließlich zog es Anfang 2010 in das 1903 bis 1906 errichtete Gebäude der 2004 geschlossenen Luisenschule, das heute unter Denkmalschutz steht.

## Heutiges Archiv

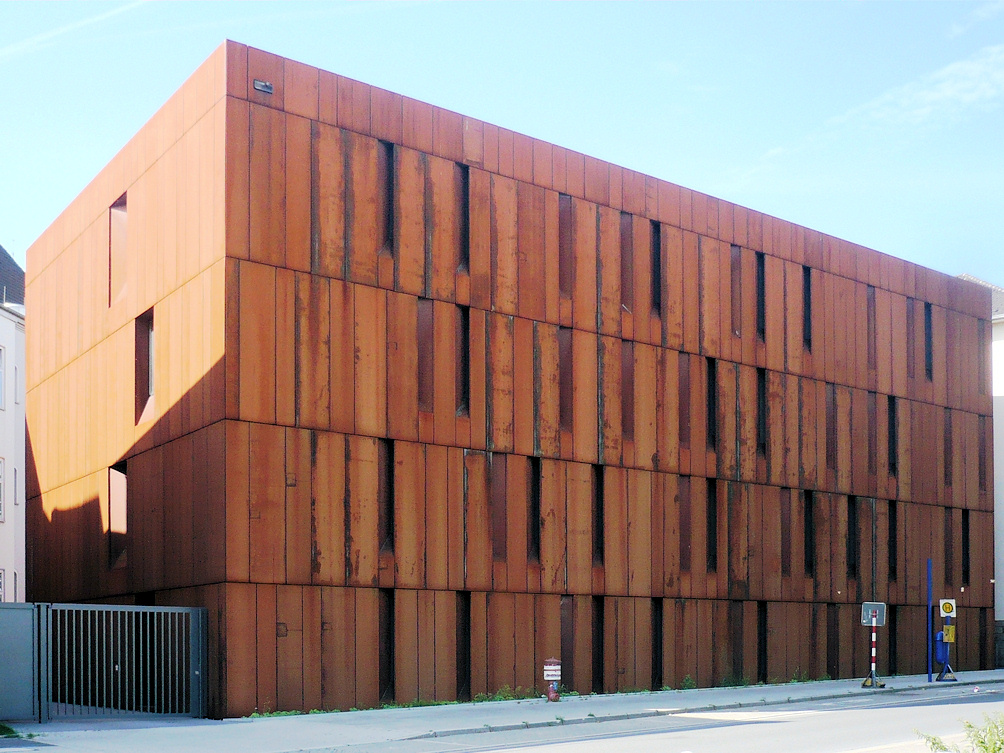
Magazin des Stadtarchivs

In zwei der vier Etagen der einstigen Luisenschule befindet sich seit 2010 mit Museumsnutzung, Bibliothek, Büros und Werkstätten das sogenannte Haus der Essener Geschichte, das Stadtarchiv Essen. Dazu gehören die Hindenburger Heimatsammlung (Essen hatte 1953 eine Vertriebenenpatenschaft für Hindenburg O.S., heute Zabrze, übernommen), der Historische Verein für Stadt und Stift Essen sowie die Westdeutsche Gesellschaft für Familienkunde, Bezirksgruppe Essen. Neben der Dauerausstellung Essen – Geschichte einer Großstadt im 20. Jahrhundert mit besonderem Augenmerk auf die Zeit des Nationalsozialismus gibt es Wechselausstellungen.

Das von 2008 bis 2009 errichtete, von den Architekten Frank Ahlbrecht und Hermann Scheidt entworfene, viergeschossige Magazinhaus schließt baulich die im Zweiten Weltkrieg entstandene Lücke des einstigen Schulblocks. Geprägt durch seine Fassade aus prägnantem COR-TEN-Stahl werden die Archivräume mit den 17 Regalkilometern Archivalien der Stadt computerunterstützt gesteuert klimatisiert, wobei die Steuerung mithilfe von äußeren Temperaturfühlern und weiteren Messgeräten erfolgt. So kann jedes Geschoss separat von außen durchlüftet oder mit Heizwärme versorgt werden. Dabei hält die hinterlüftete Stahlfassade Feuchtigkeit sowie die Wärme direkter Sonneneinstrahlung fern. Die sich stetig durch Korrosion verändernde Stahlaußenhaut steht für den Wandel der Zeit und stellt einen Bezug zur früheren Kruppstadt Essen her.
Am 1. März 2019 übernahm Claudia Kauertz als Nachfolgerin von Klaus Wisotzky die Leitung des Hauses der Essener Geschichte.

## Publikationen

### Veröffentlichungen des Hauses der Essener Geschichte/Stadtarchiv (seit 2019)
- Band 1: Klaus Wisotzky: Unruhige Zeiten. Politische und soziale Unruhen im Raum Essen 1916–1919. Aschendorff Verlag, Münster 2019, ISBN 978-3-402-14209-7.
- Band 2: Stefan Berger, Janosch Steuwer, Klaus Wisotzky (Hrsg.): Zur Erinnerung. Das Aufschreibebuch des Krupparbeiters Paul Maik. Aschendorff Verlag, Münster 2021, ISBN 978-3-402-14211-0.
- Band 3: Claudia Kauertz (Hrsg.): Zehn Jahre Haus der Essener Geschichte/Stadtarchiv. Aufgaben – Bestände – Gebäude. Aschendorff Verlag, Münster 2021, ISBN 978-3-402-14213-4.